# Argostemma yappii
Argostemma yappii är en måreväxtart som beskrevs av George King. Argostemma yappii ingår i släktet Argostemma och familjen måreväxter. Inga underarter finns listade i Catalogue of Life.